# Do not go gentle into that good night
Do not go gentle into that good night ("Non andartene, docile, in quella notte buona") è una villanelle tra le più famose del poeta gallese Dylan Thomas. Originariamente pubblicata sulla rivista Botteghe Oscure nel 1951, è anche apparsa come parte della collezione In Country Sleep and other poems ("Nel Paese del sonno e altre poesie") del 1952. Scritta per il padre morente, è una delle poesie più popolari e accessibili di Thomas.

## La lirica
Il titolo della poesia è dato dalla sua prima riga, "Do not go gentle into that good night", una frase che appare come un ritornello in tutto il poema. Altro ritornello altrettanto famoso della poesia è "Rage, rage against the dying of the light" ("Infuria, infuria contro il morire della luce"). La lirica è dedicata al padre a quel tempo gravemente malato e morto l'anno successivo. Thomas lo chiama a non arrendersi al destino con rassegnazione, nonostante la  "notte" sia "buona", è un invito a non abbandonare la vita ma a lottare almeno simbolicamente.
(Dylan Thomas, Non andartene docile in quella buona notte, traduzione di Ariodante Marianni)

### Testo completo
Il testo è in pubblico dominio essendo passati 70 anni dalla morte dell'autore.
Do not go gentle into that good night,

Old age should burn and rave at close of day;

Rage, rage against the dying of the light.

Though wise men at their end know dark is right,

Because their words had forked no lightning they 

Do not go gentle into that good night.

Good men, the last wave by, crying how bright

Their frail deeds might have danced in a green bay,

Rage, rage against the dying of the light.

Wild men who caught and sang the sun in flight,

And learn, too late, they grieved it on its way,

Do not go gentle into that good night.

Grave men, near death, who see with blinding sight

Blind eyes could blaze like meteors and be gay,

Rage, rage against the dying of the light.

And you, my father, there on the sad height,

Curse, bless me now with your fierce tears, I pray.

Do not go gentle into that good night.

Rage, rage against the dying of the light.

## Influenza culturale
La poesia è stata l'ispirazione per tre opere del pittore Ceri Richards, nato a Swansea, che fu anche la città natale di Thomas.
In ambito cinematografico, viene recitata dal personaggio di Thornton Melon, interpretato da Rodney Dangerfield, nel film del 1986 A scuola con papà e dal professor Brand, interpretato da Michael Caine, nel film fantascientifico del 2014 Interstellar, diretto da Christopher Nolan, nonché dal Dottore, interpretato da David Tennant, nel secondo episodio della terza stagione della nuova serie di Doctor Who. La poesia è citata anche nell’ultima puntata della serie The Blacklist e nel sesto episodio dell’undicesima stagione di Shameless.
In ambito letterario, la poesia è grande fonte di ispirazione e motivazione per Cassia Reyes, protagonista della trilogia Matched di Ally Condie, ed è inoltre una delle poesie cardine di tutta la trilogia.
I versi leitmotiv della poesia vengono citati anche nella canzone Somebody to Die For del duo synth pop britannico Hurts.
La poesia è stata musicata anche da Igor' Stravinskij nell'opera In memoriam Dylan Thomas.